# 拉維·莫漢
拉維·莫漢（英語：Ravi Mohan，1980年9月10日—），前藝名傑亞姆·拉維（英語：Jayam Ravi），印度男演員，主要拍攝泰米爾語電影。他是剪輯師A·莫漢之子，在兄長莫漢·拉賈執導的電影《傑亞姆》（2003年）中首次擔任主角，該片的成功使得《傑亞姆》成為他的藝名前綴（直到2025年）。
《傑亞姆》的成功使得拉維繼續與兄長合作拍攝其他電影，包括《庫馬蘭之子M·馬哈拉克什米》（2004年）、《為了你和我》（2006年）、《桑托什·蘇布拉馬尼亞姆》（2008年）和《魔高一尺，道高一丈》（2015年）。拉維的其他作品如《達姆·杜姆》（2008年）、《龐妮·塞爾文》（2022年）、《龐妮·塞爾文二部曲》（2023年）及《真愛急不來》（2025年）。

## 早年
拉維·莫漢生於泰米尔纳德邦馬杜賴縣蒂鲁芒格阿拉姆。父親是泰米爾穆斯林羅瑟剪輯師A·莫漢，而母親是來自海得拉巴的泰盧固人。兄長莫漢·拉賈是電影導演，大部分電影作品都以拉維當主角，而姊妹羅賈（Roja）是牙醫。拉維在欽奈和海得拉巴長大。他在欽奈阿肖克納加爾的賈瓦哈·維迪亞拉亞（Jawahar Vidyalaya）完成了學業。他師從婆羅多舞舞者納里尼·巴拉克里希南（Nalini Balakrishnan）學習舞蹈，12 歲時表演了老師的編舞。拉維在欽奈洛約拉學院獲得視覺傳達學位後，決定進入電影業。他還在孟買的基肖爾·納米特·卡普爾學院（Kishore Namit Kapur Institute）接受了表演訓練。拉維出道之前，曾擔任蘇雷什克里斯納電影《错误的斗争》（2001年）的助理導演，該片由卡茂爾·哈桑主演。

## 私生活
2009年，拉維與製片人蘇賈塔·維賈亞庫馬爾（Sujatha Vijayakumar）之女阿爾蒂（Aarthi）結婚。他們育有兩子：阿拉夫（Aarav）與阿雅安（Ayaan）。阿拉夫亮相於父親主演的《炸星记》（2018年）中。拉維與阿爾蒂於2024年分居，拉維提出離婚；大約一個月後的2025年1月，他將自己的藝名從「傑亞姆·拉維」改為真名「拉維·莫漢」。

## 外部連結
- 拉維·莫漢在互联网电影资料库（IMDb）上的資料（英文）